# Fabio Fossati
Fabio Fossati (Monza, 28 giugno 1951) è un ex cestista e allenatore di pallacanestro italiano.

## Carriera
Dopo aver giocato tra Stella Azzurra Roma, Brescia, Udine, Napoli e Bergamo, nella stagione 1984-85 comincia come vice-allenatore presso il Basket Brescia al fianco di Arnaldo Taurisano. Diventerà poi lui stesso capo allenatore della formazione lombarda, e vi rimarrà per due stagioni (86-87 e 87-88).
Fossati viene poi nominato responsabile del settore giovanile dell'allora Messaggero Roma (Virtus), e vi rimarrà per tre anni, prima di provare esperienze come head-coach in B1 tra Ravenna, Cremona e Treviglio.
Proprio nella cittadina bergamasca avviene il suo passaggio alla pallacanestro femminile, come allenatore della Sea Treviglio nella stagione 1999-00, ottenendo un ottimo 5º posto, che gli permise di partecipare ai play-off scudetto, dove verrà eliminato ai quarti di finale da Schio.
Grazie al successo ottenuto con Treviglio, Fossati viene chiamato ad allenare la Pool Comense, formazione da sempre all'apice della A1 di categoria, con la quale vincerà il titolo di Campione d'Italia, nella stagione 2001-02, e  2 Supercoppe di lega (2000 e 2001), oltre a partecipare ad altre 2 finali scudetto (2000-01 e 2002-03).
Nel 2003 viene chiamato sulla panchina della Dinamo Mosca, con la quale vincerà la Supercoppa di Russia e parteciperà alla Final Four dell'Eurocup femminile, arrivando terzo.
Nel 2004 passerà alla Pallacanestro Schio, e vince subito scudetto e Coppa Italia, bissando poi la doppietta nella stagione successiva. Con i veneti vince anche la Supercoppa Italiana  nella stagione 2005 e 2006.
Dopo aver lasciato Schio nel 2007, viene chiamato dalla New Wash Montigarda nel gennaio del 2008 con il compito di salvare la formazione bresciana da una retrocessione imminente; che poi arriverà il 30 marzo dello stesso anno durante la stagione regolare.
In seguito è stato allenatore della Napoli Basket Vomero, militante in A1 femminile, che nella stagione 2008-09 si è classificata all'ottavo posto in regular season, mancando i play-off ed evitando i play-out.
Nel 2010 capo allenatore del Nyon feminin basketball, campionato svizzero di basket.
Nel 2011 venne nominato capoallenatore della nazionale femminile di pallacanestro del Camerun che doveva partecipare ai campionati africani continentali..
Dal 2014 è docente di pallacanestro alla facoltà di Scienze Motorie dell'Università di Brescia. Dal 2018 Docente di Training preso la facoltà Methologies and Theories of Wealth and Health for Populations. Dal 2018 ad oggi docente preso la Facoltà di Scienze Motorie dipartimento di Medicina della materia Training a Valutazione della Performance della Performance. Nel 2019 allenatore della squadra maschile del Bangladesh ai  tredicesimi Giochi del Sud Asia a Kathmandu. Dal 2013 power sport mental coach, certificato presso la Robert Neff Akademy Los Angeles e Mental trainer Italia.
Ha scritto i saggi "Viaggio con le donne" esperienze emozionali alla guida di squadre femminili di basket; "Il mal basket d'Africa", diario alla guida della nazionale femminile del Camerun durante gli African Games 2011 Maputo e Afro Basket 2011 Bamako." Braccia gambe o qualcosa di più?" viaggio a 360 gradi attorno al ruolo dell'allenatore. Dal 2018 ad oggi Mentoring presso la Ratgeber Akademia Pecs Ungheria. Dal 2021 Mental coach Virtus Segafredo Bologna.

## Palmarès
- Campionato italiano: 3
 Pool Comense: 2001-02
 Famila Schio: 2004-05, 2005-06
- Coppe Italia: 2
 Famila Schio: 2004-05, 2005-06
- Supercoppa italiana: 4
 Pool Comense: 2000, 2001
 Famila Schio: 2005, 2006